# Tony Wakeford
Tony Wakeford (ur. 2 maja 1959 w Woking) – brytyjski wokalista, gitarzysta, autor tekstów i muzyki, lider formacji Sol Invictus.
Karierę muzyczną zaczął w latach 70. w punkowej formacji Crisis razem z Douglasem Pearcem. Na początku lat 80. panowie założyli następny zespół – Death in June, który przeszedł od inspirowanego m.in. Joy Division dark wave synth popu do dark folku (ale to już bez Wakeforda, który opuścił Death in June w 1985). Następnym zespołem był Above the Ruins, który zdążył wydać tylko jedną płytę i niedługo potem się rozpadł. Tony na jakiś czas odszedł od muzyki, przeżył depresję. Po otrząśnięciu się z osobistych problemów powrócił w 1987 z nowym projektem – Sol Invictus, który okazał się strzałem w dziesiątkę. W czasie prawie już 20-letniej historii zespołu udzielało się w nim mnóstwo muzyków, jednak zawsze mózgiem i osobą stojącą za cała muzyką, tekstami i koncepcją był Wakeford. Nagrywał w studio i występował z zespołem Current 93.
Tony oprócz Sol Invictus udziela się też w innych formacjach, m.in. w HaWthorn ze swoim muzycznym współpracownikiem Mattem Howdenem, jak również nagrywa albumy solowe.
Wakeford grywał także w Polsce, jako Sol Invictus, podczas Festiwalu Muzyki Industrialnej we Wrocławiu.

## Dyskografia solowa
- Revenge of the Selfish Shellfish (LP, 1992) (razem ze Steve'em Stapletonem)
- La Croix (LP, 1993)
- Above Us the Sun (EP + książka, 1994)
- Summer Ends (7", 1994)
- Cupid & Death (LP, 1996)
- Autumn Calls (LP, 1998) (razem z Torem Lundvallem)
- Believe Me (CDr, 1998, live)
- Paris (LP, 2002, live)
- Three Nine (LP, 2000) (razem z Mattem Howdenem)
- Wormwood (LP, 2003) (razem z Mattem Howdenem)